# Clan na Gael
Le Clan na Gael (en orthographe irlandaise moderne : Clann na nGael, Famille des Gaels ) était une organisation républicaine irlandaise aux États-Unis à la fin des XIXe siècle et XXe siècle, qui a succédé à la Fraternité Fenian et fut une organisation sœur de l’Irish Republican Brotherhood. Au XXIe siècle, il n’est plus qu’un petit groupe.

## Contexte
Avec l’augmentation de l’immigration irlandaise aux États-Unis au XVIIIe siècle, de nombreuses organisations irlandaises se forment. L’une des plus anciennes est créée sous le nom d’Irish Charitable Society à Boston en 1767. Ces nouvelles organisations portaient des noms variés. Les plus importantes sont l’Ancient and Most Benevolent Order of the Friendly Brothers of Saint Patrick, fondé à New York en 1767, la Society of the Friendly Sons of Saint Patrick for the Relief of Emigrants, créée à Philadelphie en 1771 et les Friendly Sons of Saint Patrick également formés à New York en 1784.
Vers la fin des années 1780, un sentiment patriotique irlandais (plutôt que catholique) commence à se développer dans ces organisations et parmi les immigrants irlandais récemment arrivés. L’usage du symbolisme celtique contribue à renforcer ce sentiment nationaliste et est illustré particulièrement par l’utilisation du nom "Hibernian", formé à partir du nom latin de l’Irlande (Hibernia).
En 1858, l’Irish Republican Brotherhood (IRB, « Fraternité républicaine irlandaise ») est fondée à Dublin par James Stephens. La décision initiale de créer cette organisation est prise après des consultations entre James Stephens, par l’intermédiaire de l’émissaire spécial Joseph Denieffe,John O’Mahony et Michael Doheny, membres d’un groupe précurseur : l’Emmet Monument Association.
En parallèle à la création de l’IRB à Dublin, une organisation sœur est fondée à New York, la Bráithreachas na bhFíníní (Fenian Brotherhood, Fraternité fénienne) dirigée par O’Mahony. Cette branche de l’activité des féniens en Amérique provoque une radicalisation des groupes d’immigrants irlandais, dont beaucoup ont émigré récemment d’Irlande, pendant et après la Grande famine. En octobre 1865, le congrès fénien de Philadelphie se réunit et nomme un gouvernement républicain irlandais aux États-Unis. La même année, en Irlande, le journal de l’IRB, The Irish People, est perquisitionné par la police et les dirigeants de l’organisation sont emprisonnés. Un autre soulèvement avorté est prévu en 1867, mais les Britanniques conservent le contrôle de la situation.
Après la répression de 1865 en Irlande, l’organisation américaine commence à s’interroger sur les suites à donner au mouvement. Composée de vétérans de la guerre de Sécession, une armée de féniens est formée. Alors que O’Mahony et ses partisans veulent se concentrer sur le soutien aux rebelles en Irlande, une faction concurrente, les Roberts, ou branche du sénat, souhaite que cette armée fénienne attaque des bases britanniques au Canada. Les raids féniens qui en résultent mettent à rude épreuve les relations américano-britanniques. Le soutien américain à la cause fénienne tend à diminuer, les Féniens étant considérés comme une menace pour la stabilité de la région.
Les Irlandais sont alors toujours considérés comme un peuple étranger à l’intérieur des frontières de l’État américain par les Américains anti-catholiques tels que des membres du parti nativiste Know-Nothing ; leur présence sur le sol américain est perçue comme celle d’occupants d’un camp temporaire d’immigrants ne devant rester en Amérique que le temps de la présence britannique en Irlande. Ils pensent qu’avec le retrait des Britanniques du sol irlandais, les immigrants irlandais retourneront dans leur pays natal. Les raids des Féniens apparaissent comme un exemple inédit d’activités menées par les immigrés dans l’histoire des États-Unis. Le nationalisme irlandais est lui-même une exception dans le melting pot américain. Très peu d’immigrés américains continuent à s’intéresser à leur pays d’origine, contrairement aux Irlandais. En mars 1868, 100 000 partisans féniens se réunissent pour une manifestation anti-britannique à New York.

## Création du Clan na Gael
Après 1867, le siège de l’IRB à Manchester choisit de ne soutenir aucune des factions en conflit, mais promeut une organisation républicaine irlandaise renouvelée. Elle reçoit le nom de Clan na Gael.
En 1924, John Devoy fixe la création du mouvement lorsque Jerome James Collins fonde, le 20 juin 1867 à New York, le Napper Tandy Club, le jour de l’anniversaire de Wolfe Tone. Ce club est rejoint par d’autres et, à l’occasion d’un pique-nique en 1870, Sam Cavanagh le baptise Clan na Gael. C’est ce même Cavanagh qui a tué l’informateur George Clark qui avait exposé à la police une opération de fabrication de piques par les féniens de Dublin.
Collins, qui décède en 1881 lors de la désastreuse expédition Jeannette au pôle Nord, était un rédacteur scientifique du New York Herald. Il avait quitté l’Angleterre en 1866 après la découverte par la police de sa participation à un projet d’action pour libérer les prisonniers féniens de la prison de Pentonville. Collins croyait au moment de la fondation de 1867 que les deux branches féniennes devaient mettre de côté leurs oppositions.

## Le Sauvetage du Catalpa
Après son arrivée en Amérique en 1871, John Devoy indique qu’il rejoint le Clan na Gael très tôt et tente à plusieurs reprises, lors des conventions du Clan, de faire adopter au groupe un plan de libération des prisonniers militaires détenus par les Britanniques à Fremantle en Australie. En 1874, John Devoy, avec l’aide de Thomas Francis Bourke, est élu président du conseil d’administration du clan ; il est également choisi pour mettre sur pied le sauvetage des prisonniers. Bourke a averti Devoy qu’il y aurait des "kickers" et qu’il devrait user d’une main de fer pour contrôler le Clan et mener le projet à bien. John Devoy consacre tout son temps à ce projet et supervise l’achat d’un navire nommé Catalpa et l’équipement de ce navire en baleinier. Le Clan engage comme capitaine un Américain, George S. Anthony, avec un équipage baleinier de New Bedford.
Le Sauvetage du Catalpa (en) est une réussite : le Clan parvient à récupérer six Féniens qui avaient été déportés en Australie.
Le Dr William Carroll, élu président du conseil exécutif en 1875, apporte une aide considérable à John dans la gestion du Clan. Ensemble, ils en contrôlent les activités jusqu’en 1882. Carroll était un protestant d’Ulster et a amené d’autres membres de la haute bourgeoisie au Clan, tels que Simon Barclay Conover (en), sénateur de Floride. L’un des personnages clés lors de la collecte de fonds pour cette entreprise est John W. Goff (en), qui aspire à devenir membre du Clan et qui deviendra juge à la Cour suprême de New York et qui, peut-être, regrettait l’influence de Bourke et de Devoy dans le Clan. Devoy dirige le Clan fermement n’hésitant pas à limoger des membres pour abus de pouvoir et violation des règles du Clan comme l’indique la "Circulaire générale n° 2" du 15 janvier 1875. Le succès du sauvetage en 1876 eut pour résultat que le Clan na Gael remplace la Fenian Brotherhood comme porte-voie du nationalisme irlando-américain.
Sous la direction de John Devoy, le Clan parvient à faire connaître le mouvement aux Américains.

## Nouveau départ en 1879
En 1879, Devoy promeut un "Nouveau départ" dans la pensée républicaine irlandaise, par lequel le "parti de la force physique" s’allie au parti parlementaire irlandais sous la direction politique du député Charles Stewart Parnell. Les visées politiques des Féniens se combinent ainsi à la révolution agraire inaugurée par l’Irish National Land League (en). Cet accord a été concrétisé lors de la première Convention de la race irlandaise à Chicago en 1881.
À partir de 1880, des partisans d’une action plus dure dénoncent au sein du Clan la faiblesse de Devoy et de Carroll. Ils prennent le contrôle de l’organisation en 1882 lorsque deux "hommes d’action", Alexander Sullivan (en) et Michael Boland, prennent la direction du groupe. Ils dirigent le Clan de manière dictatoriale avec un troisième homme effacé, M. Feeley. La nouvelle direction ignore le Conseil révolutionnaire mis en place par Carroll pour coordonner l’IRB et le Clan et commence à agir en secret, même face aux membres du clan. Les trois hommes se baptisent le "Triangle" et commencent à lancer une campagne d’attaques à la bombe en Angleterre dans le cadre de la Guerre de la dynamite. Cela provoque la colère de l’IRB en Irlande, qui rompt ses relations avec les Américains d’origine irlandaise. Michael Boland a ensuite été dénoncé comme un espion britannique, ce qui pourrait expliquer pourquoi la majorité des poseurs de bombes ont été arrêtés et emprisonnés avant de pouvoir frapper,,.
Les années 1880 ont vu la consolidation, au moins en Amérique, dans les orientations idéologiques irlandaises, d’un sentiment nationaliste incarné par le Clan na Gael, plutôt que dans d’autres organisations telles que l’Ancient Order of Hibernians. Les Irlandais intéressés d’abord par la réforme agraire trouvent leurs frères idéologiques au sein de la Fédération irlandaise d’Amérique (Irish Federation of America). Le troisième volet idéologique est lié au mouvement syndical et socialiste et trouve appui auprès des Chevaliers du travail. À la fin des années 1880, un scandale financier dans la branche du clan de Chicago mena à un complot visant à assassiner le dénonciateur, le docteur Patrick Henry Cronin. John Devoy, qui a travaillé avec Cronin, commence à porter une arme à feu et s’attend à être assassiné par les hommes de main d’Alexandre Sullivan. L’affaire Cronin, poursuivie par l’avocat général Joel Minnick Longenecker, attire l’attention de la communauté internationale. Ni l’accusation ni la défense ne s’intéresse aux liens du Clan avec les Féniens, jugeant l’affaire comme un complot visant à commettre un meurtre. Le Clan se divise en deux camps, les pro et anti-Sullivan/Boland, mais il est réuni par John Devoy vers 1900.
En Irlande, le parti parlementaire irlandais (Irish Parliamentary Party, IPP) connaît un succès électoral dans les années 1880 et est soutenu par le Premier ministre britannique William Gladstone qui présente le First Irish Home Rule Bill, qui échoue. Le parti de Gladstone se divise sur le régime du Home Rule et l’IPP se partage pendant une décennie à propos du mariage de Parnell avec Katharine O’Shea, qui a servi d’intermédiaire dans les négociations entre les deux hommes.
En 1891, une branche modérée du Clan fait scission et forme une organisation qui prend le nom de Fédération nationale irlandaise d’Amérique, présidée par T. Emmet. La fédération soutient le parti national d’Irlande, un groupe dissident du parti d’autodétermination de Charles Parnell. À partir des années 1890, Daniel Cohalan (en) (qui sera plus tard juge de la Cour suprême de New York) et Joseph McGarrity (en) occupent une place importante dans le Clan.

## AuXXesiècle
L’objectif du Clan était de créer une Irlande indépendante et d’aider l’IRB à atteindre ce but. À cette fin, le Clan est prêt à conclure des alliances avec tous les pays alliés contre les Britanniques. Avec le déclenchement de la Première Guerre mondiale, le Clan trouve un allié majeur : l’Allemagne impériale. Une délégation conduite par Devoy rencontre en 1914 l’ambassadeur d’Allemagne aux États-Unis, le comte Johann Heinrich von Bernstorff et son aide militaire, Franz von Papen. Un émissaire, John Kenny, est envoyé en mission à Berlin pour discuter de la manière dont l’effort de guerre allemand et le nationalisme irlandais peuvent coopérer. Devoy, ainsi que Roger Casement et Joseph McGarrity, sont en mesure de réunir le soutien des Américains irlandais et celui des Allemands au cours des années précédant le soulèvement de Pâques. Toutefois, les munitions allemandes ne parviennent pas en Irlande, car le navire Aud qui les transporte se saborde après avoir été intercepté par la Royal Navy .
Le Clan est la principale source de financement de l’insurrection comme de la guerre d’indépendance irlandaise. L’Allemagne espérait qu’en distrayant la Grande-Bretagne avec un soulèvement irlandais, elle serait en mesure de prendre le dessus sur son ennemi et d’obtenir une victoire sur le front occidental. Cependant, ils échouent et n’obtiennent pas suffisamment de soutien. Le Clan est également été impliqué, via McGarrity et Casement, dans la tentative avortée de constituer une brigade irlandaise pour lutter contre les Britanniques.
Certains sikhs sont en relation avec le Clan Na Gael, ce qui conduit les autorités britanniques et indiennes à craindre que les Irlando-Américains et les Sikhs ne s’unissent contre l’empire britannique. Le Clan soutient le Ghadar Party (en) et apporte son soutien à la conspiration indo-allemande aux États-Unis pendant la Première Guerre mondiale ; elle conduit au Procès de la conspiration de Lahore (en) et au Procès de la Conspiration hindo-allemande (en) à San Francisco en 1917-1918.
Le Clan contrôle en grande partie les Conventions de la race irlandaise à partir de 1916 et son groupe affilié, les Amis de la liberté irlandaise (en). La guerre d’indépendance irlandaise entraîne une scission au sein du Clan, précipitée en juin 1920 par Éamon de Valera, qui, en tant que président de la République irlandaise, est impliqué dans un différend avec Devoy et le juge Cohalan à propos du lobbying mené auprès des candidats à la présidence des États-Unis pour la reconnaissance de la république d’Irlande. Pour punir Woodrow Wilson de son apparent manque de soutien, le Clan soutint Harding à l’élection présidentielle américaine de 1920. En octobre 1920, Harry Boland déclara que l’IRB en Irlande a rompu les liens entre le Clan et l’organisme mère en Irlande jusqu’à ce que la volonté du Dáil Éireann se retrouve dans le Clan. Devoy et Cohalan refusent d’accepter cela, contrairement à McGarrity qui estime que, sans le soutien de l’IRB, le Clan perdait sa légitimité, ce qui conduit à la scission.
McGarrity, dont la faction est connue sous le nom de Clan na Gael réorganisé (Reorganized Clan na Gael), soutient les forces anti-traité pendant la guerre civile, tandis que Devoy et Cohalan soutiennent l’État libre. Après 1924, quand l’IRB et le Clan de Devoy-Cohalan votent ensemble en faveur de la dissolution, la faction de McGarrity demeure l’unique Clan na Gael. En 1926, le Clan s’associe officiellement à l’Armée républicaine irlandaise réorganisée et à l’IRB.
McGarrity continue à soutenir et aider l’IRA après son interdiction en Irlande par De Valera en 1936. L’activité du Clan décroît dans les années 1940 et 1950 après la mort de McGarrity en 1940. L’organisation se développe à nouveau dans les années 1970. Elle joue un rôle clé dans l’Irish Northern Aid Committee (NORAID, « Comité d’aide nord-irlandais ») et devient une source importante pour financer et fournir en armes l’IRA provisoire lors du conflit nord-irlandais entre 1969 et 1998.
Le Clan existe toujours en 2019, bien qu’il ait changé depuis l’époque du sauvetage du Catalpa et plus encore depuis 1997, année qui vit se produire une autre scission interne à la suite de l’abandon par l’IRA de la lutte armée après les accords de paix du Vendredi saint en 1998 et avant cela lors de l’abandon de la politique d’abstentionnisme en 1987. Les deux factions sont connues des initiés sous les noms de Clan na Gael provisoire (Provisional Clan na Gael), allié au Provisional Sinn Féin/IRA, et de Republican Clan na Gael (Clan na Gael républicain), associé aux Republican Sinn Féin/Continuity IRA et au 32 County Sovereignty Movement/Real IRA). Elles sont considérées comme organisations terroristes à diverses reprises par le gouvernement britannique.

## Présidents du clan na Gael
Depuis sa fondation en 1869, bien que fortement influencé par son fondateur John Devoy, au fil des ans, l’organisation était nominalement sous le contrôle d’un comité exécutif dirigé par un président national du conseil d’administration. Ce comité exécutif était élu annuellement lors des congrès annuels, puis pour plusieurs années. Lors du congrès tenu à Chicago en 1881, le comité fut réduit à cinq membres, ce qui en facilita le contrôle. Le comité est ensuite passé sous la domination de Michael Boland, de D. S. Freely et du président exécutif national, Alexander Sullivan, qui, ensemble, étaient connus sous le nom de "Triangle".
Le premier président est peut-être Jerome Collins, qui est à l’origine du premier Club (D1) de ce que l’on appellera plus tard le Clan na Gael (ces clubs s’appellent plus tard "Camps"). Le club s’est nommé Napper Tandy d’après un patriote irlandais. Dès le début, selon John Devoy dans le Gaelic American, le secrétaire de Napper Tandy et plus tard du Clan na Gael était William James Nicholson. Il fut secrétaire de 1867 à 1874 lorsqu’il fut limogé pour avoir emprunté des fonds qu’il n’avait pas remboursé. Selon James Haltigan, fils de John Haltigan, le contremaître à l'Irish People (en), était président du conseil d’administration en 1871.
En 1873, James Ryan était président du conseil d’administration. En 1874, John Devoy fut élu président du conseil d’administration lors du congrès de Baltimore. De 1875 jusqu’à sa démission en 1879, le Dr. William Carroll de Philadelphie, ami de confiance et nationaliste convaincu, était président du conseil d’administration. James Reynolds, du Connecticut, occupa temporairement le poste de la démission de Carroll jusqu’en 1881 (il n’y eut pas de convention en 1880) lorsque le trio Sullivan, Feeley et Boland prit le commandement. Bien que les partisans de Devoy, Reynolds et Treacy, fassent toujours partie du conseil d’administration, ils sont exclus du processus décisionnel par le Triangle. La campagne d’attentats à la bombe décidée par le Triangle a divisé l’organisation en deux factions au milieu des années 1880. Après le meurtre de Cronin, le Clan se réunit à nouveau sous John Devoy en 1900. John Kenny a été président de la branche Napper Tandy en 1883 et à nouveau en 1914.